# Soběraz
Soběraz település Csehországban, a Jičíni járásban. Soběraz Bradlecká Lhota, Syřenov, Valdice, Radim és Železnice településekkel határos. Lakosainak száma 89 fő (2024. január 1.).

## Népesség
A település lakosságának változását az alábbi diagram mutatja:
| Lakosok száma | 359  | 307  | 269  | 146  | 75   | 91   | 100  | 101  | 93   | 89   |
|               | 1869 | 1900 | 1921 | 1961 | 1980 | 2011 | 2016 | 2019 | 2021 | 2024 |